# Chavornay (Frankrijk)
Chavornay is een plaats en voormalige gemeente in het Franse departement Ain in de regio Auvergne-Rhône-Alpes en telt 174 inwoners (1999). De oppervlakte bedraagt 7,6 km², de bevolkingsdichtheid is 22,9 inwoners per km². Op 1 januari 2019 is Chavornay opgegaan in de nieuwe gemeente Arvière-en-Valromey. 

## Geografie
De onderstaande kaart toont de ligging van Chavornay (Frankrijk) met de belangrijkste infrastructuur en aangrenzende gemeenten.

## Demografie
Onderstaande figuur toont het verloop van het inwoneraantal van Chavornay vanaf 1962.
Vanwege een beveiligingsprobleem met de MediaWiki Graph-software is het momenteel niet mogelijk deze grafiek weer te geven. Zodra de software is bijgewerkt zal de grafiek vanzelf weer zichtbaar worden.